# Arbeitsgericht Rostock

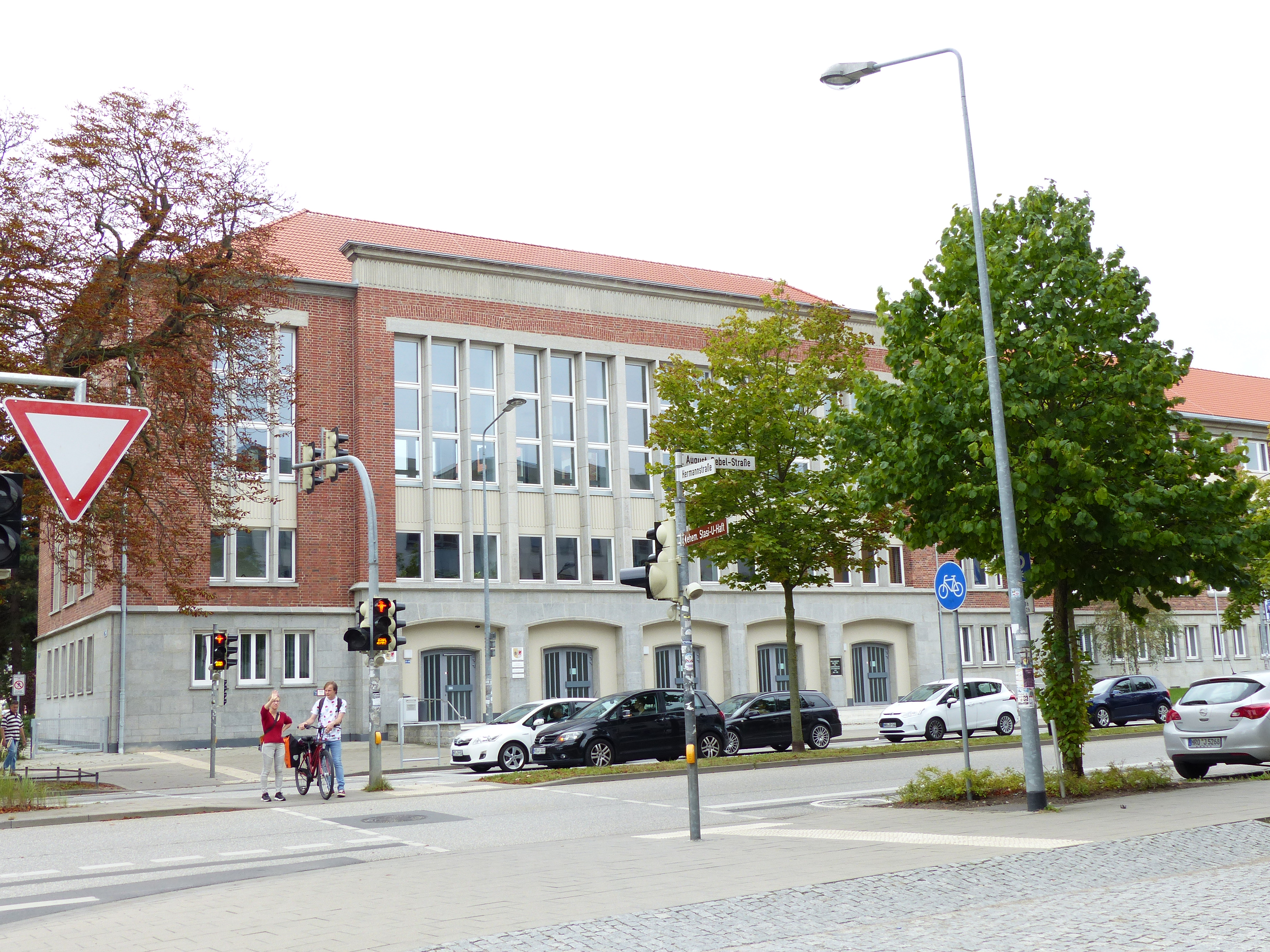
Gemeinsames Gebäude des Landesarbeitsgerichts Mecklenburg-Vorpommern sowie des Landgerichts, Sozialgerichts und Arbeitsgerichts Rostock

Das Arbeitsgericht Rostock ist ein Gericht der Arbeitsgerichtsbarkeit des Landes Mecklenburg-Vorpommern.

## Gerichtssitz und -bezirk
Das Gericht hat seinen Sitz in der Hansestadt Rostock.
Der Gerichtsbezirk umfasst das Gebiet der Landkreise Rostock sowie der kreisfreien Stadt Rostock.

## Gebäude
Das Gericht ist im selben, denkmalgeschützten Gebäude wie das Landesarbeitsgericht Mecklenburg-Vorpommern, das Landgericht Rostock und das Sozialgericht Rostock in der August-Bebel-Straße 15 untergebracht.

## Übergeordnete Gerichte
Das Arbeitsgericht Rostock ist dem Landesarbeitsgericht Mecklenburg-Vorpommern nachgeordnet. Die darauf folgende Instanz ist das Bundesarbeitsgericht in Erfurt.